# 胡安·托雷斯·奥德林
胡安·托雷斯·奥德林（西班牙語：Juan Torres Odelín，1960年2月12日—），生于圣地亚哥-德古巴，古巴男子拳击运动员。他曾代表古巴参加1987年泛美运动会拳击比赛，获得男子48公斤级铜牌。